# Eva Gottstein

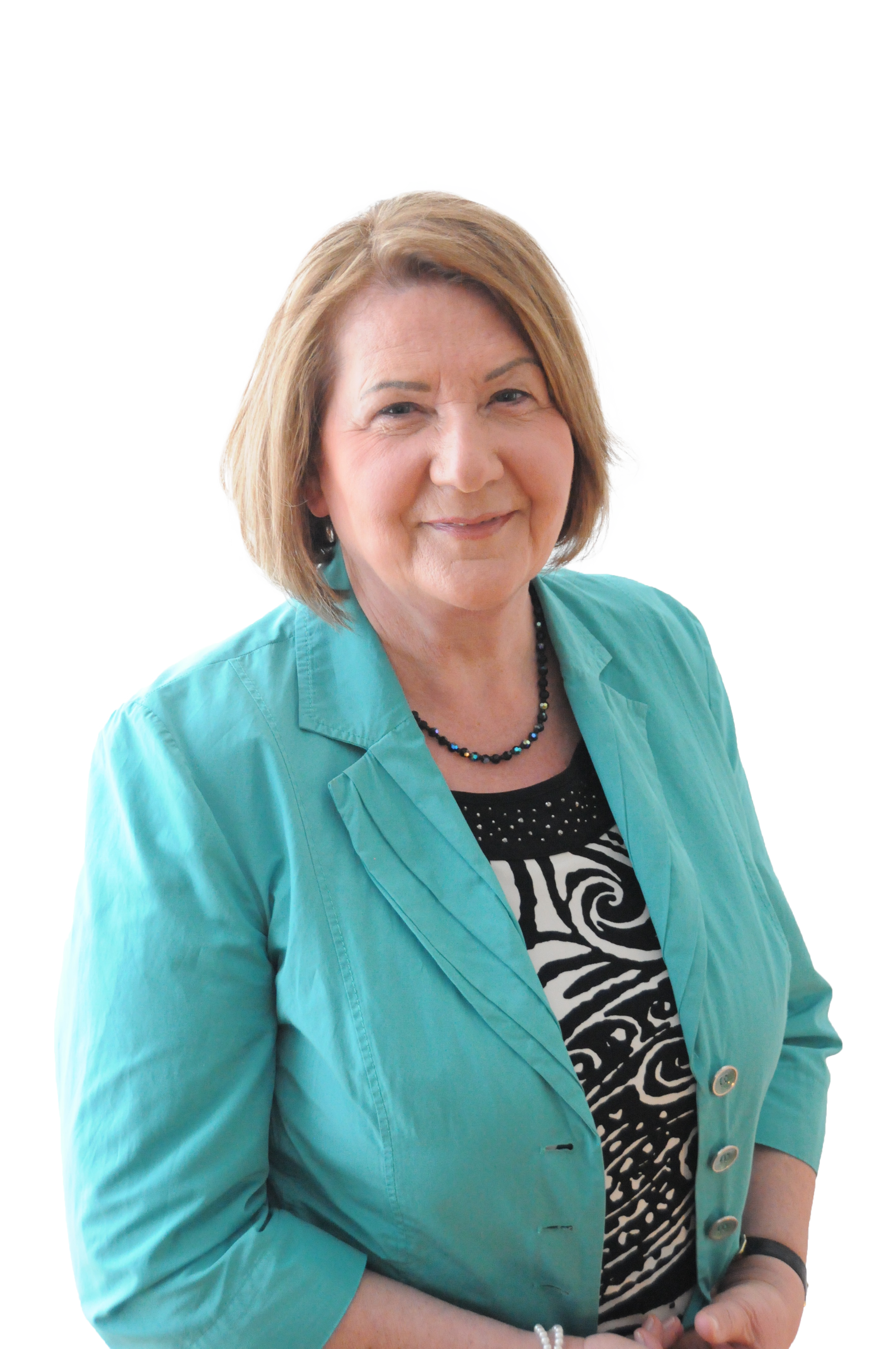
Eva Gottstein (2019)

Eva Gottstein (* 12. November 1949 in Eichstätt) ist eine ehemalige Kommunal- und Landespolitikerin (Freie Wähler), sowie Realschuldirektorin. Von 2008 bis 2023 gehörte sie als Abgeordnete dem Bayerischen Landtag an. Von November 2018 bis Oktober 2023 war sie Beauftragte der Bayerischen Staatsregierung für das Ehrenamt.

## Werdegang
Nach dem Abitur am humanistischen Willibald-Gymnasium in Eichstätt studierte Gottstein die Fächer Germanistik, Geographie und Wirtschaft auf Lehramt an Realschulen an der Ludwig-Maximilians-Universität München. Im Anschluss trat sie in den bayerischen Staatsdienst ein. Ab 2005 war sie Realschulrektorin und stellvertretende Schulleiterin der Senefelder-Gesamtschule in Treuchtlingen.
1994 trat sie den Freien Wählern Bayern bei und wurde 1998 zur Stellvertretenden Landesvorsitzenden gewählt. 2004 übernahm sie den Vorsitz des Bezirksverbandes Oberbayern (bis 2014) und gehörte seit dem gleichen Jahr dem Bundesvorstand der Freien Wähler an (bis 2009).
Ein erstes politisches Mandat übernahm sie nach der Kommunalwahl 1996 im Stadtrat von Eichstätt und im Kreistag des Landkreises Eichstätt. Bei den Kommunalwahlen 2002, 2008 und 2014 wurde sie in diesen Funktionen bestätigt, 2019 legte sie ihre Stadt- und Kreistagsmandate nieder. Im Frühjahr 2006 kandidierte Gottstein in ihrer Heimatstadt für das Amt der Oberbürgermeisterin und konnte im ersten Wahlgang 8,6 Prozent der Stimmen auf sich vereinen. Bei der Landtagswahl 2008 zog sie über den Listenplatz 1 im Wahlkreis Oberbayern erstmals in den Bayerischen Landtag ein. Dort war sie Mitglied des Ausschusses für Bildung, Jugend und Sport und stellvertretende Vorsitzende der Freie Wähler Landtagsfraktion.
Bei der Landtagswahl 2018 wurde Gottstein zum dritten Mal in Folge in den Bayerischen Landtag gewählt und – nachdem sie diesen Posten bereits von 2008 bis 2012 innehatte – erneut zur bildungspolitischen Sprecherin ihrer Fraktion ernannt. Ab 2011 war sie zudem zehn Jahre lang frauenpolitische Sprecherin. Beide Posten gab sie im April 2021 in jüngere Hände, um sich intensiver auf ihre Aufgaben als Sprecherin für das Ehrenamt und Ehrenamtsbeauftragte konzentrieren zu können. Von 2018 bis 2021 war sie zudem stellvertretende Vorsitzende des Ausschusses für Bildung und Kultus im Bayerischen Landtag.
Nach der Landtagswahl 2023 schied sie aus dem Landtag aus.
Im Juli 2018 gründete Gottstein zusammen mit Frauen der Freie Wähler Landesvereinigung die Arbeitsgemeinschaft „Freie Wähler – Die Frauen“ und war bis 2020 deren bayernweite Vorsitzende. Ebenfalls ab 2018 war Gottstein bis Juli 2022 Mitglied im Landesvorstand des KDFB. Im März 2020 wurde Eva Gottstein in das Wertebündnis Bayern aufgenommen, dessen Sprecherrat sie seit November desselben Jahres angehört.
1969 heiratete Eva Gottstein. Ihr Ehemann Peter betrieb ein Musikfachgeschäft in Eichstätt. Gemeinsam hat das Paar zwei Söhne und zwei Töchter. Sie ist römisch-katholischer Konfession.